# 平手久秀
平手 久秀（ひらて ひさひで、1525年5月22日（大永5年4月30日） - 1574年8月18日（天正2年8月2日））は、戦国時代から安土桃山時代にかけての武将。織田氏の家臣。監物ともいう。平手政秀の嫡男とされる。名は勝秀とも。信憑性に疑問があるが「平手家牒譜」では諱を「政利」といい、政秀の弟で養子であるとする説もある。

## 経歴
『信長公記』に登場する、主君織田信長から所望された駿馬を献上することを拒み、父政秀切腹の原因となったといわれる「五郎右衛門」がこの久秀だとされることもある。
この五郎右衛門は、長兄とされる長政や叔父の野口政利とされる諸説があるため確証はない。また、五郎右衛門以外の政秀の男子として名の挙がる「監物」と「甚左衛門」はこの久秀のこととも、久秀の子（又は弟）の汎秀のことともされる。
信長に従い、各地で転戦したが、1574年の伊勢長島一向一揆平定戦で討ち死にしたという。末弟（あるいは子）の汎秀は前年の三方ヶ原の戦いで戦死していたため、平手氏嫡流は断絶した。